# Johannes Gwisdek
Johannes „Hannes“ Gwisdek (* 1980) ist ein deutscher Komponist und Schauspieler. Als Musiker ist er unter dem Künstlernamen Shaban bekannt und Teil der Alternative-Hip-Hop-Band Käptn Peng & Die Tentakel von Delphi.

## Leben
Johannes Gwisdek wurde 1980 als Sohn der Schauspielerin Corinna Harfouch (* 1954) geboren. Sein Stiefvater war der Schauspieler und Regisseur Michael Gwisdek (1942–2020). Robert Gwisdek (* 1984) ist sein Halbbruder, Catherine Stoyan (* 1959) seine Tante.
1988 stand er an der Seite seiner Mutter, seines Stiefvaters und seines Halbbruders in Treffen in Travers als Dorfjunge vor der Kamera. 1992 übernahm er eine Gastrolle in der Fernsehserie Praxis Bülowbogen. 1994 war er jeweils in einer Nebenrolle in den Kinofilmen Charlie & Louise – Das doppelte Lottchen und Abschied von Agnes, bei dem sein Stiefvater Regie führte, zu sehen. Unter der Regie von Dietrich Brüggemann spielte er 2012 als „Mann ohne Gesicht“ in 3 Zimmer/Küche/Bad und 2015 als Protestierer in Heil. Für die deutsch-schweizerische Tragikomödie Wer hat eigentlich die Liebe erfunden? (2018) komponierte er gemeinsam mit der Schauspielerin Meret Becker die Filmmusik.
Gwisdek ist unter dem Pseudonym Shaban als Musiker und Schlagzeuger des Alternative Hip-Hop bekannt. Er betrieb von 2009 bis 2012 mit seinem jüngeren Halbbruder Robert das Hip-Hop-Projekt shaban feat. Käptn Peng. Im März 2012 veröffentlichte das Duo ihr bisher einziges Album Die Zähmung der Hydra auf dem eigenen Label Kreismusik.
Seither sind beide Teil der Alternative-Hip-Hop-Band Käptn Peng & Die Tentakel von Delphi, die zum selben Label gehört und deren Sänger Robert Gwisdek ist. Im April 2013 erschien mit Expedition ins O das erste Album der Band. Selbige war auch für die Musik zum Film Alki Alki verantwortlich, der im Juni 2015 erschien. Im Mai 2017 veröffentlichte sie das Album Das nullte Kapitel.

## Filmografie

### Als Schauspieler
- 1988: Treffen in Travers
- 1992: Praxis Bülowbogen (Fernsehserie, Folge Ein Anruf aus Amerika)
- 1994: Charlie & Louise – Das doppelte Lottchen
- 1994: Abschied von Agnes
- 2012: 3 Zimmer/Küche/Bad
- 2015: Heil
- 2021: Immer der Nase nach

### Als Komponist
- 2010: Die Arschbombe (Kurzfilm)
- 2011: Schub (Kurzfilm)
- 2011: One Shot (Kurzfilm)
- 2011: Das Heimweh der Feldforscher (Kurzfilm)
- 2015: Alki Alki
- 2018: Wer hat eigentlich die Liebe erfunden?
- 2019: Persona (Fernsehfilm)

## Diskographie
Shaban & Käptn Peng
- Apto Machinam (2014, Kreismusik)

Shaban
- Die Zähmung der Hydra (2012, Kreismusik)

Käptn Peng & Die Tentakel von Delphi
- Expedition ins O (2013, Kreismusik)
- Alki, Alki (2015, Kreismusik)
- Das nullte Kapitel (2017, Kreismusik)
- Drachendressur EP (2019, Kreismusik)
- It's is my life – Zyklopen im Traktorstrahl (2019, Kreismusik)